# مدرسة التحالف الثانوية للبنات

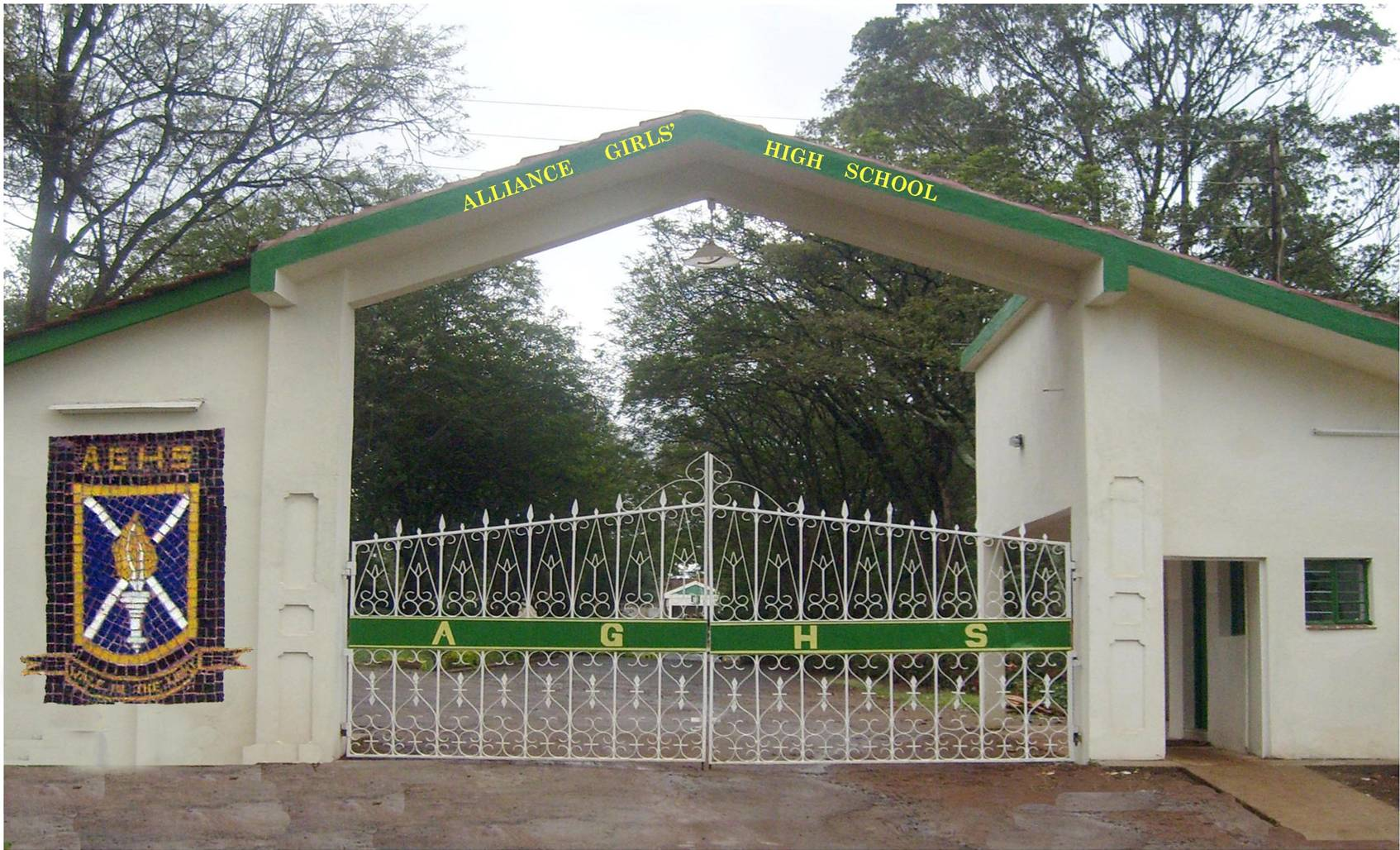
البوابة الرئيسية للمدرسة، شعار المدرسة

مدرسة التحالف الثانوية للبنات هي مدرسة وطنية داخلية للبنات تقع بالقرب من مدينة كيكويو في منطقة كيامبو -المنطقة الوسطى من كينيا وتبعد 20 كيلومترا من العاصمة الكينية نيروبي- وتأسست سنة 1948 بمسمى المدرسة الأفريقية الثانوية للبنات وتبعد بضعة خطوات عن أختها مدرسة التحالف الثانوية.

## تاريخها
تأسست مدرسة التحالف الثانوية للبنات في عام 1948 من قبل تحالف البعثات البروتستانتية، وكانت أول مؤسسة للتعليم الثانوي العالي للفتيات الأفريقيات في كينيا، وخدمت بالتماثل مع مدرسة كينيا الثانوية والتي كانت في ذلك الوقت تقبل الفتيات الأوروبيات فقط، وكانت تسمى قبل استقلال كينيا بالمدرسة الأفريقية الثانوية للبنات، وتقع مدرسة التحالف الثانوية للبنات على 71 قطعة أرض في منطقة كيامبو الغربية - المنطقة الوسطى -التي تبرعت بها الكنيسة المشيخية من شرق أفريقيا.
وكانت المديرة الأولى لهذه المدرسة مبشرة اسكتلاندية وهي جين ويلكينسون،
وأصبحت جوان ويثاكا - إحدى أول الخريجات من المدرسة - أول مديرة أفريقية للمدرسة في عام 1969
، وعملت أيضا على لجنة تقرير الجاتشاثي 1976 والتي توصي على تبني الحكومة الكينية سياسات ستزيد من مشاركة المرأة ليس فقط في التعليم العالي ولكن أيضا في المجالات العلمية والمجالات الأخرى التي يهيمن عليها الذكور في الدولة. 
وقد وصلن أول عشر طالبات تم قبولهن في المدرسة في يوم 28 فبراير سنة 1948 وأتين من مناطق مختلفة من كينيا كما هو الحال اليوم.
وفي عام 1961 كانت مدرسة التحالف الثانوية للبنات أحد المدارس الخمس الأولى في افريقيا التي تقدم شهادة تعليم عالية (في ذلك الوقت تعادل مستويات أ وكانت متطلب لدخول الجامعة). وقبل تأسيس مدرسة التحالف الثانوية للبنات تم قبول عدد قليل من الفتيات في مدرسة التحالف الثانوية للبنين
وواحدة من آخر خريجات المدرسة هي الكاتبة ريبيكا نجاو والتي قامت لاحقا بالتدريس في مدرسة التحالف الثانوية للبنات،  واستمرت كلتا المدرستين بالحفاظ على علاقتيهما الوثيقة.  

### المديرات
•	جين ويلكينسون، 1948-1954 

## السمعة الأكاديمية

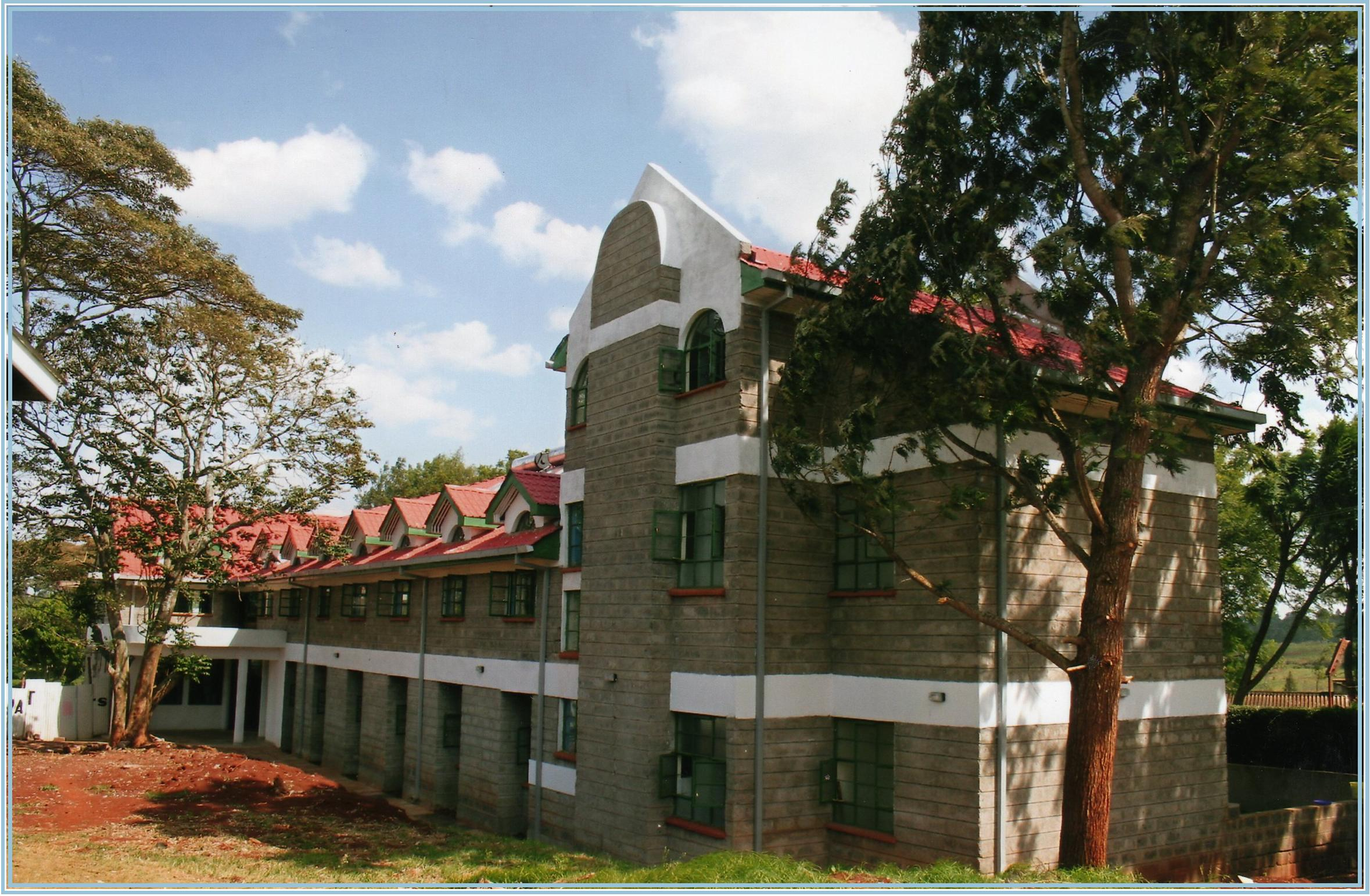
السكن الجديد، أحد مهاجع المدرسة العشرة

لدى المدرسة سمعة كونها مركز للتميز الأكاديمي في كينيا، حيث احتلت المدرسة المرتبة الأولى من بين مدارس البنات في كينيا في نتائج شهادة كينيا للتعليم الثانوي عام 2011 واحتلت المركز الثالث من بين جميع المدارس الثانوية الكينية، ووصلن خريجات المدرسة لرئاسة الجامعات الكينية بالإضافة إلى الجامعات العالمية، وتم اختيار بعض طالبات المدرسة أيضا لحضور أكاديمية القيادة الأفريقية.

## القبول
القبول تنافسي بشكل كبير، حيث يتم فقط اختيار الطالبات ذوات الأداء المرتفع جدا في شهادة كينيا للتعليم الابتدائي، وتشارك المدرسة أيضا في نظام الحصص الوطنية الذي يظهر التوازن في قبول الطلاب من جميع المناطق الكينية، وفي عام 2015 جذبت مدرسة التحالف الثانوية للبنات أكبر عدد من المتقدمات من جميع المدارس الوطنية بواقع 156,347 متقدمة تتبعها مدرسة التحالف الثانوية ب 154,417 متقدم ومدرسة مانجو الثانوية ب 148,594 متقدم.

## شارة المدرسة وألوانها
تتكون شارة المدرسة من شعلة بيضاء ذات لهب أصفر فوق صليب سانت اندريو وبخلفية خضراء
وتوجد الأحرف الأولى من اسم المدرسة AGHS في أعلى الشارة بينما يوجد شعار المدرسة «أمشي في الضوء» "Walk in the light" في الأسفل وكلاهما كتبا باللون الأصفر
ووفقا لموقع المدرسة الإلكتروني فإن اللون الأصفر يمثل ضوء الشعلة واللون الأخضر يصور الحياة التي يمنحها الضوء واللون الأبيض يدل على الناتج من هذه الحياة، والزي الموحد للمدرسة هو أخضر اللون حيث يعكس نمو المدرسة المتواصل.

## الكنيسة
تقع كنيسة المدرسة - أحد معالم المدرسة - مقابل مبنى الإدارة،
وتستخدم للخدمات في يوم الأحد والثلاثاء والخميس بحضور جميع الطالبات،
وهي أيضا موجودة في أماكن عقد برلمان الطالبات واجتماعاتهن،
وقسيسة الكنيسة هي دوركاس كاماو التي خلفت سابقتها ماريون سترين في عام 2011.  

## أبرز الخريجات
- لوسي كيباكي - السيدة الأولى السابقة لكينيا [10]
- سالي كوسجي - أول امرأة تترأس الخدمة المدنية الكينية [10]
- ميسير موجو - شاعرة وكاتبة ومعلمة [1]
- نيڤا مويندوا - أول رئيسة مجلس وزراء في كينيا [10]
- تشاريتي نجيلو - أول امرأة مرشحة للرئاسة في كينيا [10]
- مارغريت أوغولا - روائية وطبيبة أطفال [13]